# Президеншал Лејкс Естејтс (Њу Џерзи)
Президеншал Лејкс Естејтс (енгл. Presidential Lakes Estates) насељено је место без административног статуса у америчкој савезној држави Њу Џерзи.

## Демографија
По попису из 2010. године број становника је 2.365, што је 33 (1,4%) становника више него 2000. године.
| Група             | 2000.         | 2010.         |
| Белци             | 1.773 (76,0%) | 1.719 (72,7%) |
| Афроамериканци    | 283 (12,1%)   | 310 (13,1%)   |
| Азијати           | 53 (2,3%)     | 57 (2,4%)     |
| Хиспаноамериканци | 153 (6,6%)    | 217 (9,2%)    |
| Укупно            | 2.332         | 2.365         |